# みんなのニュース ワンダー
『みんなのニュース ワンダー』は、関西テレビで2015年3月30日から2017年3月24日まで放送されていた平日夕方のニュース・情報ワイド番組。2016年3月25日までの番組タイトルは、『ゆうがたLIVE ワンダー』（ゆうがたライブ ワンダー）であった。

本番組の週末版の関西ローカル枠についても触れる。番組全体は

## 番組概要
2015年1月29日に行われた関西テレビの新春社長記者会見にて、平日午後の視聴率争いで裏番組である『ちちんぷいぷい』（毎日放送）、『情報ライブ ミヤネ屋』『かんさい情報ネットten.』（読売テレビ）に対抗するため、放送枠の改編を行い、平日夕方のニュース・情報ワイド番組として再出発することを発表。
番組内容は、第1部は情報バラエティ、ストレートニュースパートと第2部、第3部は全国ニュース、ローカルニュースパートの3部構成となる。
また、第2部は9年振りにFNNのキー局であるフジテレビから、『みんなのニュース』を部分ネット受けしていた。そのため、この番組から番組制作が、報道局報道番組部、報道部ではなく制作局制作部がメイン担当となっていた。
司会は、出産のため、2013年11月から産休に入っていた藤本がこの番組で復帰した。また、同時に前番組の『FNNスーパーニュースアンカー』を担当していた岡安と村西がキャスターを続投しニュースパートを、また片平が「アンカー」に引き続き気象情報を担当することも発表された。
2015年3月16日の番組制作発表会見にて正式に『ゆうがたLIVE ワンダー』という番組タイトルが発表された。なお、キー局のタイトルが一切入らない同局の平日夕方ニュース番組は『FNNスーパータイム』時代の『アタック600』の終了以来18年振りとなった。
番組コンセプトとして、「関西に住み、関西で働き、関西で学び、関西で生きる人々」に対して、「より早く、より分かりやすく、より身近に感じられる生活情報やニュース」を伝えるというもので、取り上げるものは、街角から発信される話題に、流行りもの、さらには企業ものと、分野を問わず、関西2府4県の“今”を切り取るを掲げていた。
2015年7月6日放送分から、テコ入れとしてチーフプロデューサーと一部スタッフが交代することに伴い、大幅リニューアルが実施。そのため、第1部のVTR企画コーナーの曜日移動、VTR出演タレントのスタジオ出演、不定期コメンテーターに著名文化人、関西出身のタレントの起用や番組の内容構成、コメンテーター陣の一新が実施された。また、コメンテーターが原則3人、さらに解説デスク1人を含めると4人体制となった。
2015年9月28日から2度目のリニューアルを実施。番組のタイムテーブルを大幅に変更した。また、一部の曜日のレギュラーコメンテーターの入れ替え、第1部、第2部の一部のコーナーが一新された。
2016年3月28日よりタイトルを『みんなのニュース ワンダー』に改め、放送時間も平日16:45 - 19:00に短縮した。これによって1年ぶりにキー局のタイトルが入ることになった。同時にフジテレビから、『みんなのニュース』を5時台冒頭部分のネット受けを廃止、同日付けの新聞のテレビ欄から、番組名が「[N]ワンダー」と表記（状況は前番組の『アンカー』に近いものとなる）。
2017年3月9日、本番組の後継番組として、『みんなのニュース 報道ランナー』の開始を決めたため、本番組は同月24日をもって終了した。

### 視聴率
初回放送分にて第1部（15:50 - 17:00）：2.5%(占拠率:7.9%)、第2部（17:00 - 17:54）：3.8%（占拠率:10.2%）、第3部（17:54 - 19:00）：6.2%(占拠率:12.7%)であった（ビデオリサーチ調べ、関西地区・世帯。以下略）。2015年7月20日放送分は第2部で4.5%、第3部で5.7%であった。
しかし、2015年10月30日時点では第1部、第2部で平均視聴率2 - 4%の間を推移しており、2015年11月17日放送分にて第1部：3.6%（占拠率:9.3%）、第2部：4.4%（占拠率:9.0%）、第3部：6.9%（占拠率:12.1%）であるなど、番組開始からの苦戦傾向が続いていた。

## 出演者
本番組終了まで、特記以外は全員関西テレビアナウンサー。
○印は『FNNスーパーニュースアンカー』から続投、△印は『アンカー』終了による降板を経て2015年5月から出演。

### MC
メインパーソナリティ
- 藤本景子

ニュースキャスター
- 岡安譲○

ニュースプレゼンター
- 村西利恵○

お天気キャスター
- 片平敦（気象予報士）○
- 小林正寿（気象予報士）○[注 5]

### コーナー担当
フィールドキャスター
- 坂元龍斗○[注 6]
- 新実彰平○[注 7]
- 堀田篤○

スポーツキャスター
- 月曜：石田一洋
- 火曜：吉原功兼○ [注 8]
- 水、木、金曜：竹﨑由佳[注 9]

リポーター
- 関純子○[注 10]

ナレーション
- 山本悠美子○[注 11] [注 12]
- 豊田康雄○[注 13] [注 14]
- 林弘典○[注 15] [注 16]
- 杉本なつみ[注 17][注 18]
- 川﨑英吏子○[注 19]
- 柳森万里[注 20][注 21]
- 岩本明子[注 20]
- 小椋美輝[注 20][注 22]
- 筒井敬子[注 23]
- 安西なをみ[注 24]
- 中島めぐみ○[注 25] [注 26]
- 大橋雄介[注 27]
- 竹上萌奈[注 28]

### コメンテーター
- 月曜日：宮崎哲弥（評論家）△[注 29] [注 30]
- 火曜日：萱野稔人（津田塾大学教授）○、織田信成（スポーツキャスター）、萩谷麻衣子（弁護士）[注 31]
- 水曜日：菊地幸夫（弁護士）[注 32]、犬山紙子（タレント・コラムニスト・エッセイスト）[注 33][注 34]
- 木曜日：ピーター（歌手、タレント）[注 35]、竹山隆範（お笑いタレント、カンニング）[注 36]、以下『不定期コメンテーター』項目記載の1名
- 金曜日：藤井聡（京都大学大学院工学研究科教授）○[注 37]

不定期コメンテーター
2016年10月1日リニューアル以降の不定期出演者
- 柿崎明二（共同通信論説委員）[注 38]
- 小原正子（クワバタオハラ）[注 39]
- 山岸久朗（弁護士）[注 40]
- 小川弘恵（弁護士）[注 41]
- 鈴木哲夫（政治ジャーナリスト、元BS11報道局長）△
- 安田洋祐（大阪大学大学院経済学研究科准教授）[注 42]

2016年10月リニューアル前の不定期出演コメンテーター
- 木村太郎（ジャーナリスト）[注 43]
- 山路徹（ジャーナリスト）[注 44]
- 中江有里（女優、脚本家）△[注 45]
- 田崎史郎（時事通信 特別解説委員）[注 46]
- 三倉佳奈（タレント、女優、歌手）[注 47]
- 生稲晃子（歌手、女優）[注 48]
- 牛窪恵（マーケティング評論家）[注 49]

2016年4月リニューアル前の不定期出演コメンテーター
- 田中ウルヴェ京（スポーツキャスター）[注 50]
- サニー・フランシス（ラジオパーソナリティ･DJ）△[注 51]
- 蟹瀬誠一（ジャーナリスト、明治大学教授）[注 52]
- 河島あみる（タレント※河島英五の長女）[注 53]

### VTR企画コーナー出演
□印はスタジオコメンテーターとしても出演。
- 月曜日：木本武宏（TKO）□[注 54]
- 水曜日：てつじ（シャンプーハット）□[注 55]
- 金曜日：兵動大樹（矢野・兵動）□

### VTRロケコーナー『ワンダーのトビラ』リポーター
- 月曜 - 金曜日：松山メアリ、吉田桃華、松田栞、小林さり、杉枝真結、涼宮菜月、塩崎綾、チキチキジョニー、アルミカン、田口まり

### コーナー解説
- 石川寛俊（弁護士）、西谷文和（ジャーナリスト）、田口壮（野球解説者）、穴井隆将（柔道家）、森田ゆり（社会運動家）、本並健治（スペランツァFC大阪高槻 監督）[注 56]、安部誠治（関西大学教授）、おおたとしまさ（教育ジャーナリスト）、青山千彰（関西大学教授）、青山繁晴（独立総合研究所 代表取締役社長）、古田敦也（野球解説者）

### 解説デスク
基本は16時47分から18時50分までの出演だが、エンディングまで出演する日もあった。
- 月曜 - 金曜日：神崎博[注 57]

2016年10月リニューアル前のコメンテーター
- 火曜日：くわばたりえ（クワバタオハラ）[注 58]（2015年10月21日 - 2016年9月20日）
- 水曜日：濱田マリ（歌手、女優）[注 59]（2015年8月6日 - 2016年9月28日）

2016年8月リニューアル前のコメンテーター
- 月曜日：友利新（医師、内科・皮膚科）[注 60]（2015年5月25日 - 2016年6月20日）

解説デスク
- 月・木曜：江口茂[注 61]（2015年4月1日 - 2016年8月1日）

2016年4月リニューアル前のコメンテーター
- 木曜日：谷口真由美（大阪国際大学准教授）（2015年4月2日 - 2016年3月24日）
- 宮川一朗太（俳優）（2015年10月21日- 2016年2月11日）
- 宮本亜門（演出家）

2016年4月リニューアル前のVTR企画コーナー出演
- 水曜日：武井壮（タレント）□[注 62]（2015年3月30日 - 2016年3月23日）
- 木曜日：杉浦太陽（タレント、俳優）（2015年4月2日 - 2016年3月24日）

2015年10月リニューアル前のコメンテーター
- 月曜日：木暮太一（ビジネスジャーナリスト）[注 63]（2015年3月30日 - 2015年9月21日）、宋美玄（産婦人科医）[注 64][注 65]（2015年3月30日 - 2015年7月20日）、しりあがり寿（漫画家）[注 66]（2015年4月20日 - 2015年9月14日）
- 水曜日：ブルボンヌ（女装タレント）（2015年4月1日 - 2015年9月23日）
- えなりかずき（俳優、タレント）（2015年8月7日 - 2015年9月23日）
- 坂下千里子（タレント）
- 福岡政行（白鷗大学教授）
- 鳥越俊太郎（ジャーナリスト）

2015年10月リニューアル前のVTR企画コーナー出演
- 火曜日：関西以外出身のお笑い芸人（ナイツ、アンガールズ）[注 67]（2015年4月1日 - 2015年9月29日）

2015年7月リニューアル前のコメンテーター
- 下川浩司（税理士、税理士法人グローバル・コーポレート・コンサルティング代表取締役社長）[注 68]（2015年4月9日 - 2015年6月8日）
- 益子直美（スポーツキャスター）
- 太川陽介（タレント）
- 宋文洲（実業家）
- 吉田潤喜（ヨシダグループ会長兼CEO）
- たかのてるこ（エッセイスト、テレビプロデューサー）
- 日比野佐和子（医師、アンチエイジングドクター）（2015年5月12日、2015年6月23日）

解説デスク
- 月曜・火曜日：橋本崇[注 69]（2015年3月30日 - 2015年6月30日）

## タイムテーブル
最終回（2017年3月24日）時点の番組構成。あくまで目安。当日の放送内容によってコーナーの放送順が異なる場合があった。EPG番組表では第1部（16:47 - 17:53）と第2部（17:53 - 19:00）で区切っていた。大事件が発生した場合などは第1部の内容全般をニュースパートに切り替わる場合と、民放各局が報道特別放送体制となった場合はドラマの再放送、第1部『ワンダー』を休止または短縮して『みんなのニュース』（15:50 - 16:50または15:50もしくは16:50 - 18:14〈16:50からネットする場合は5分間第1部『ワンダー』〉）を放送していた。また祝日も放送されるが、スポーツ中継を含めた特番編成などによっては第1・2部の一部を休止する日もあった（全国ニュースパートを含む第2部は必ず放送）。関西テレビで阪神タイガース戦の放送がある場合は『ワンダー』番組内で試合開催球場から中継を結んで試合の模様を伝えるため、一部のコーナー短縮、休止、または第2部を休止して18:14からプロ野球中継を放送する場合があった。
| 第1部（16:47 - 17:53） | 第1部（16:47 - 17:53）                     | 第1部（16:47 - 17:53）                                                      |
| 時刻                   | 内容                                       | 備考                                                                        |
| ---------------------- | ------------------------------------------ | --------------------------------------------------------------------------- |
| 16:47.00               | 第1部オープニング・国内外の最新ニュース    |                                                                             |
| 17:15頃                | 第1部曜日企画コーナー1                     |                                                                             |
| 17:28頃                | 第1部曜日企画コーナー2                     |                                                                             |
| 17:44頃                | ワンダーのトビラ                           |                                                                             |
| 17:47頃                | 片平さんのお天気、最新のストレートニュース |                                                                             |
| 17:52.30               | 第1部エンディング                          | 第2部の予告。                                                               |
| 第2部（17:53 - 19:00） |                                            |                                                                             |
| 時刻                   | 内容                                       | 備考                                                                        |
| 17:53.00               | 全国ニュース                               | フジテレビの『FNNみんなのニュース』を同時ネット。同番組のみ時刻表示を実施。 |
| 18:14.00               | 第2部オープニング・関西のニュース          |                                                                             |
| 18:22頃                | 第2部曜日企画コーナー                      |                                                                             |
| 18:40頃                | ワンダーSPORTS                             |                                                                             |
| 18:50頃                | 片平さんのあしたのお天気                   |                                                                             |
| 18:54頃                | 関西のストレートニュース                   | 当日の放送内容によってない場合がある。                                      |
| 18:58                  | ワンダーのおともだち                       |                                                                             |
| 18:59                  | 第2部エンディング                          | あしたの予告。そのままステブレレスで19時の番組へ接続。                      |

### 過去
『ゆうがたLIVE ワンダー』時代の番組構成。
| 第1部（15:50 - 17:00） | 第1部（15:50 - 17:00）                       | 第1部（15:50 - 17:00）                                                                                     |
| 時刻                   | 内容                                         | 備考 |
| ---------------------- | -------------------------------------------- | --- |
| 15:50.00               | 第1部オープニング・片平さんのお天気          | スタジオから現在の天気を伝える。2015年7月3日までは扇町公園から現在の天気を伝えていた。                     |
| 15:53頃                | イマ知り!                                    | |
| 16:12頃                | VTR企画コーナー                              | |
| 16:32頃                | 料理人の冷蔵庫、まちかどマスターズ           | 月、火、木曜日はこの時間から『ワンダーのトビラ』を放送。                                                   |
| 16:39頃                | ワンダーのトビラ                             | 月、火、木曜日はこの時間から最新のストレートニュースを伝える。                                             |
| 16:45頃                | 最新のストレートニュース1                    | 2015年5月中旬までは関西のニュースのみを取り扱っていた。2015年5月下旬から国内外のニュースに拡大された。     |
| 16:59頃                | 第1部エンディング                            | 第2部の予告。                                                                                              |
| 第2部（17:00 - 17:54） |                                              | |
| 時刻                   | 内容                                         | 備考 |
| 17:00.00               | 全国ニュース                                 | フジテレビの『みんなのニュース』を同時ネット。                                                             |
| 17:20.00               | 第2部オープニング・最新のストレートニュース2 | |
| 17:38頃                | 第2部コーナー                                | 木、金曜日はこの時間から『W特集』を放送。                                                                  |
| 17:53                  | 第2部エンディング                            | 第3部の予告。                                                                                              |
| 第3部（17:54 - 19:00） |                                              | |
| 時刻                   | 内容                                         | 備考 |
| 17:54.00               | 全国ニュース                                 | 再びフジテレビの『FNNみんなのニュース』を同時ネット。                                                      |
| 18:15.00               | 第3部オープニング・関西のニュース            | |
| 18:22頃                | W特集                                        | 特集がない場合は関西の最新ニュースを中心に伝える。『ツイキュウ』、『うぃーくワンダー』はこの時間から放送。 |
| 18:41頃                | ワンスポ                                     | |
| 18:50頃                | 片平さんのあしたのお天気                     | |
| 18:54頃                | 関西のストレートニュース                     | 当日の放送内容によってない場合がある。                                                                     |
| 18:58                  | ワンダーのおともだち                         | |
| 18:59                  | 第3部エンディング                            | あしたの予告。そのままステブレレスで19時の番組へ接続                                                       |

## 主なコーナー
（解説の一部は番組表より一部抜粋）

### 第1部コーナー
各曜日共通
- 神崎デスクのニュースなんでや？
2015年7月6日のリニューアルと伴に、2015年7月31日から不定期で放送開始されたニュース解説コーナー。神崎デスクが話題のニュースを独自目線で解説する。2016年3月25日までは第2部に放送していたが、2016年3月28日のリニューアルに伴い、放送時間を第1部に移動。2016年8月から神崎デスクが全曜日出演に伴い、当コーナーをレギュラー化。

- ワンダーのトビラ
松山と吉田が日本全国のグルメやレジャースポットを紹介するVTRロケコーナー。なお、放送回によっては、関西テレビのイベント宣伝や番宣告知のみの場合がある。

月曜日
- 業界イチオシスクープ
木本が記者となって、さまざまな業界誌や業界紙を取材。その世界で話題となっているスクープを発掘する[注 71][14]。

火曜日
- 織田信成のすべらないスポーツ
プロ野球の話題やフィギュアスケートなど、地元関西のスポーツトピックスを織田信成、その他、強力なスポーツコメンテーター陣による独自解説とともにお届けするスポーツコーナー。基本的に当コーナーの進行は吉原が行う。ゲスト解説者がいる場合は織田が進行役を務める。また、織田自身がロケに出て、未来のオリンピック候補選手、スポーツの現場を取材する放送回もある。2015年6月30日までは第3部に放送していたが、2015年7月6日のリニューアルに伴い、放送時間を第2部に移動。2016年3月28日のリニューアルに伴い、放送時間を第1部に移動。

水曜日
- 関西てくてく♪ あっぱれマップ
2016年10月のリニューアルと伴に、2016年10月19日から放送開始された新コーナー。てつじが、街のあっぱれな食べ物やお店・物などを歩いて探し、てつじ独自の「あっぱれマップ」を作成。ガイドブックには載っていないような、街の隠れた魅力に迫る。

- 教えて!菊地弁護士
2016年3月28日のリニューアルと伴に、2016年3月30日から放送開始された新コーナー。気になる話題を法律目線で菊地弁護士が解説。

木曜日
- 私のモンダイ!
2016年10月のリニューアルと伴に、『イマ知り!』で放送していたコーナーを独立してコーナータイトルを変更。ご近所・家族のトラブルから社会問題まで様々な問題を再現VTRを織り交ぜながら掘り下げる。

- なっトクマネー
2015年10月のリニューアルと伴に、2015年9月28日から放送開始された新コーナー。世の中で大きく動くお金から、財布のお金まで、聞いてなっトク、知っておトクなマネー情報をお届けする。当コーナーの進行役兼リポーターは林が行う。2016年3月21日までは月曜日の第3部に放送していたが、2016年3月28日のリニューアルに伴い、放送曜日時間を金曜日の第1部に移動。2016年10月のリニューアルに伴い、放送曜日を木曜日に移動。

金曜日
- 関西今昔ウォーカー
2016年3月28日のリニューアルと伴に、2016年4月1日から放送開始された新コーナー。関西の街かどの今と昔の風景を見比べながら兵動大樹が散策する。

### 第2部コーナー
各曜日共通
- ワンダーSPORTS

2016年8月1日から放送開始されたスポーツコーナー。 関西に重点を置いたスポーツ情報を取り上げる。プロ野球シーズン中は主に、阪神タイガース、オリックス・バファローズ、日本人メジャーリーガーなど野球情報を中心に取り上げている。
- ワンダーのおともだち

『アンカー』時代から継続されているコーナーで、関西圏の動物園、水族園で飼育されている物から身近な動物たちを紹介するコーナーである。スポット枠であるため『アンカー』時代と同様、画面右端上のチャンネルロゴ表示は表示されない。
月曜日
- 月曜フォーカス

2015年12月から放送開始された新コーナー。あらゆる社会問題を独自の視点で切り取る特集コーナー。内容構成は『アンカー』時代に放送されていた、『リアル』とほぼ同じである。2015年12月から2016年7月まで『水曜フォーカス』として放送されていたが、2016年8月のリニューアルと伴に、放送曜日を水曜日から月曜日に移動。
火曜日、水曜
- W特集

世の中の「今」を伝える特集コーナー。
※2015年7月6日のリニューアルに伴い、火曜日のみ第3部に放送していたが、2015年10月のリニューアルに伴い、月曜から水曜日まで放送時間を第3部に固定。木曜、金曜日は第2部に放送。2015年3月30日から2016年3月25日まで月曜日から金曜日までに放送していたが、2016年3月28日のリニューアルと伴に、月曜、火曜日のみ放送に変更。2016年8月のリニューアルと伴に、火曜、水曜日のみ放送に変更。
木曜日
- ツイキュウ

いろんな問題や話題を関テレ記者が徹底追及・追求・追究する。当コーナーの進行は村西が行う。2015年4月から2016年3月までは放送回によっては、第2部に放送されていた。
金曜日
- みんなのギモン

『ほっとKANSAI』、『アンカー』時代から継続されているコーナーで「今話題になっているアレって何?」「よく目にするアレって何?」…など、身の回りにある「なぜ?」に堀田アナが体を張って調査・取材。2015年4月から2016年3月まで水曜日に放送していたが、2016年3月28日のリニューアルと伴に、放送曜日を『アンカー』時代に放送されていた金曜日に移動。

### 過去のコーナー
16時台・17時台コーナー
各曜日共通
- ワンダートピックス

国内外の最新ニュースをストレートニュース形式で紹介するニュースコーナー。進行は岡安が担当。2015年7月6日のリニューアルと伴に、コーナー終了。
- おばぁちゃんとお買いもの

新実が関西に暮らすおばあちゃんと一緒に買い物に出かけて日常と人生に触れる、心温まるショート滞在記。2015年10月のリニューアルと伴に、コーナー終了。新実はそのまま新コーナー『まちかどマスターズ～人生の大先輩に学びます～』を担当。
月曜、火曜、木曜日
- イマ知り!
2015年7月6日のリニューアルと伴に、放送開始された生活情報コーナー。当コーナーの進行は藤本が行う。健康、トレンド、身近な悩み、暮らしの“イマ知りたい”に迫る。2015年7月6日から2016年3月24日まで月曜日から金曜日までに放送していたが、2016年3月28日のリニューアルと伴に、月曜、火曜、木曜日のみ放送に変更。2016年10月のリニューアルと伴に、コーナー終了。

火曜日
- ワンダホー関西

関西以外出身のお笑い芸人たちが、関西人なら知っている関西の素晴らしさ・面白さを初体験する企画。2015年10月のリニューアルと伴に、コーナー終了。コーナー終了に伴い、ナイツ、アンガールズが番組を卒業。
- こだわり拝見!ならではハウス

2015年10月のリニューアルと伴に、2015年10月13日から放送開始された新コーナー。エキスパートのお宅を、小原正子が訪問し生活の中の「こだわり」アイデアを学ぶ。2016年3月28日のリニューアルと伴に、コーナー終了。
水曜日
- 料理人の冷蔵庫

2015年7月6日のリニューアルと伴に、放送開始されたVTR料理コーナー。関西で活躍するプロの料理人の自宅冷蔵庫の食材を使って、おすすめ簡単料理を作ってもらう。2015年7月から2015年9月まで木曜日に放送していたが、2015年10月のリニューアルと伴に、放送曜日を水曜日に移動。2016年3月28日のリニューアルと伴に、コーナー終了。
- 武井壮のチャリぶら

百獣の王・武井が関西各地をママチャリ・ワンダーガオガオ号でぶ～らぶらする街ロケ企画。2016年3月28日のリニューアルと伴に、コーナー終了。コーナー終了に伴い、武井が番組を卒業。
- あっぱれ食のてつじん』
2016年3月28日のリニューアルと伴に、2016年3月30日から放送開始された新コーナー。今話題となっているグルメを生み出した料理人「食のてつじん」をてつじが直撃取材。おいしさの秘密、食材や調理へのこだわり、人気のワケに迫る。2016年10月のリニューアルと伴に、コーナー終了。てつじはそのまま新コーナー『関西てくてく♪ あっぱれマップ』を担当。

木曜日
- 熱血おしえびと

杉浦太陽が“教える"をテーマにさまざまな指導者、先生、師匠などに会って学ぶ教育企画コーナー。2015年10月のリニューアルと伴に、コーナー終了。杉浦はそのまま新コーナー『教えて！グルメMAP』を担当。
- 教えて!グルメMAP

2015年10月のリニューアルと伴に、2015年10月8日から放送開始された新コーナー。杉浦太陽がプロの料理人から自店以外でおすすめのお店と料理を聞きだし、数珠つなぎで大阪市内24区のお店を制覇するグルメロケ企画。2016年3月28日のリニューアルと伴に、コーナー終了。コーナー終了に伴い、杉浦が番組を卒業。
- まちかどマスターズ～人生の大先輩に学びます～』
2015年10月のリニューアルと伴に、2015年10月9日から放送開始された新コーナー。いきいきと働くおじいちゃん＆おばあちゃんを訪ね、仕事のお手伝いを通じて、新実が様々なことを学ぶ。2015年10月から2016年3月まで金曜日に放送していたが、2016年3月28日のリニューアルと伴に、放送曜日を木曜日に移動。2016年8月のリニューアルと伴に、2016年7月21日でコーナー終了。

金曜日
- あっぱれJAPAN魂』

てつじが様々な分野で世界を舞台に戦う関西の職人たちを取材する企画。2015年7月6日のリニューアルに伴い、コーナーのタイトル名を『VS世界 あっぱれJAPAN魂』から『あっぱれJAPAN魂』に変更。2016年3月28日のリニューアルと伴に、コーナー終了。てつじはそのまま新コーナー『あっぱれ食のてつじん』を担当。
18時台コーナー
各曜日共通
- ワンスポ

関西に重点を置いたスポーツ情報を取り上げる。プロ野球シーズン中は主に、阪神タイガース、オリックス・バファローズ、日本人メジャーリーガーなど野球情報を中心に取り上げている。2016年3月28日のリニューアルと伴に、コーナー終了。スポーツコーナーは引き続き『ワンダーe』と改名して放送。
- ワンダーe

2016年3月28日から放送開始されたスポーツ＆生活情報コーナー。 関西に重点を置いたスポーツ情報や街の話題を取り上げる。プロ野球シーズン中は主に、阪神タイガース、オリックス・バファローズ、日本人メジャーリーガーなど野球情報を中心に取り上げている。2016年7月29日でコーナー終了、スポーツコーナーは『ワンダーSPORTS』として再び独立。
月曜日
- 気になるわ～ド

藤本やカンテレ記者らが気になっているワードをロケに出て、徹底取材する。
2015年5月25日放送分から当コーナーのオープニング映像が追加された。それまでは、藤本がコーナータイトルを読み上げるだけだった。また、2015年5月25日以前までは当コーナーを担当するアナウンサーが固定されてなかったが、2015年5月25日放送分からオープニング映像追加とともに、関純子に固定された。2015年10月のリニューアルと伴に、コーナー終了。
金曜日
- うぃーくワンダー

1週間に起こったニュースの中から岡安キャスターが特に注目した1つのニュースを掘り下げて解説するコーナーで、内容構成は『アンカー』時代に放送されていた、『あんたがアンカー』とほぼ同じである。2016年3月28日のリニューアルと伴に、コーナー終了。

## スタッフ
- チーフプロデューサー：中村隆郎（2015年7月6日 - ）
- プロデューサー：川元敦雄[3]
- 映像提供：フジテレビ、FNN各社（共にクレジット非表示）
- 制作協力：メディアプルポ
- 制作著作：カンテレ（関西テレビ）

### 過去のスタッフ
- チーフプロデューサー：澤田芳博（2015年3月30日 - 2015年7月3日）

## スペシャル
- 2015年11月23日 1:15 - 1:45（22日深夜）「“大阪・秋の陣” W選挙開票特番」[15]

MC：岡安譲、コメンテーター：宮崎哲弥、佐藤一弘（報道局報道部 行政担当キャップ）が出演。
- 2015年12月25日 15:50 - 18:30「ゆうがたLIVE ワンダー 2015年末SP 関西人888人に聞いた！ワンダーニュースランキング」

MC：藤本景子、岡安譲、村西利恵、コメンテーター：犬山紙子、藤井聡、てつじ、宮崎哲弥、ピーター、神崎博が出演。
- 2016年1月11日 15:50 - 17:00「ワンダー防災SP　関西を襲う大水害～気象予報士・片平敦の「その時、命を守るには」

MC：藤本景子、ゲスト：くわばたりえ、取材リポーター：新実彰平、VTRナレーション：豊田康雄、川﨑英吏子、ナビゲーター：片平敦
アンカー時代は阪神・淡路大震災を教訓に「地震」から命を守るをテーマにして来たが、今回から東日本大震災以降「津波」から命を守るを主なテーマとし「気象災害」を取り上げる。

- 2016年7月10日 19:58 - 23:30「FNN参院選 みんなの選挙2016 ワンダーSP」

MC：藤本景子、岡安譲、開票速報：村西利恵、中継リポーター：石田一洋、堀田篤、坂元龍斗、新実彰平、竹﨑由佳、コメンテーター：宮崎哲弥、藤井聡、兵動大樹、関西テレビ解説：神崎博、東京中継解説：柿崎明二
- 2016年12月27日 15:50 - 18:30「みんなのニュース ワンダー追跡スペシャル！2016関西人の心が動いたニュース」

MC：藤本景子、岡安譲、コーナー出演：吉原功兼、村西利恵、コメンテーター：宮崎哲弥、ピーター、織田信成、てつじ、鈴木哲夫、神崎博が出演。
- 2017年1月9日 16:15 - 17:53「みんなのニュース ワンダーSP　“知る"から始める防災～関西に迫る大地震～」

MC：岡安譲、コメンテーター：宮崎哲弥、海原はるか、中継出演（野島断層保存館）：藤本景子、坂元龍斗、福和伸夫（名古屋大学減災連携研究センター長）、VTRナレーション：川﨑英吏子

## 放送時間
| 期間      | 期間      | 放送時間（JST）        | 備考      |
| --------- | --------- | ---------------------- | --------- |
| 2015.3.30 | 2016.3.25 | 15:50 - 19:00（190分） | [ 注 73 ] |
| 2016.3.28 | 2016.9.30 | 16:45 - 19:00（135分） | [ 注 74 ] |
| 2016.10.3 | 2017.3.24 | 16:47 - 19:00（133分） | [ 注 75 ] |

### 特記事項
- 重大ニュース発生の際は、近畿地方・徳島県で発生した場合は放送時間を大幅に前拡大する場合があるほか、それ以外の全国的な重大ニュースの場合は17時台または、16時台を休止し、フジテレビ発の『みんなのニュース』を17:00→16:52→16:50または、15:50から時間拡大ネットしていた。
- プロ野球シーズン中、阪神タイガース戦のナイター中継がある日は18:15→18:14から野球中継を実施するため実質17:54→17:53終了の短縮放送となっていた。ただし、雨天中止となった場合は通常通り19:00まで放送していた。
- オリンピック・プロ野球日本シリーズ中継などの全国的な特番が18時台前半から組まれることがはっきりしていた場合は、開始時刻を通常より約1時間繰り上げ、番組そのものが通常より約1時間前倒しされた体裁で放送していた。

## 週末版
キャスター
- 林弘典（土曜・日曜）

タイムテーブル
| 『FNN みんなのニュース Weekend』 | 『FNN みんなのニュース Weekend』 | 『FNN みんなのニュース Weekend』                                                                         |
| 時刻                             | 内容                             | 備考 |
| -------------------------------- | -------------------------------- | --- |
| 17:30.00                         | 全国ニュース                     | 全国ニュースパート。                                                                                     |
|                                  | SPORTS                           | |
|                                  | FLASH                            | |
| 17:48.40                         | ローカルニュース                 | 関西ローカルパート。全国ニュースで放送された関西エリアのニュースも、重大であれば再度放送することがある。 |
| 17:53.00                         | 天気予報                         | 異常気象時は気象予報士が出演する場合がある。                                                             |
|                                  | エンディング                     | |
|                                  | ENDクレジット                    | エンディングテーマ曲はフジテレビと同じものを使用。                                                       |

## 関西テレビ歴代の夕方ローカルニュース番組
| 期間      | 期間      | 月曜日 - 金曜日                   | 土曜日                       | 日曜日                       |
| --------- | --------- | --------------------------------- | ---------------------------- | ---------------------------- |
| 1978.10.2 | 1984.9.30 | アタック630                       | KTVニュース                  | KTVニュース                  |
| 1984.10.1 | 1986.3.30 | アタック600                       | KTVニュース                  | KTVニュース                  |
| 1986.3.31 | 1997.3.30 | アタック600                       | アタック600                  | アタック530                  |
| 1997.3.31 | 1998.3.29 | アタック ザ・ヒューマン           | FNNニュース ザ・ヒューマン   | FNNニュース ザ・ヒューマン   |
| 1998.3.30 | 2001.4.1  | FNNスーパーニュースKANSAI         | FNNスーパーニュースKANSAI    | FNNスーパーニュースKANSAI    |
| 2001.4.2  | 2002.3.31 | FNNスーパーニュースほっとカンサイ | FNNスーパーニュースWEEKEND   | FNNスーパーニュースWEEKEND   |
| 2002.4.1  | 2006.4.2  | FNNスーパーニュースほっとKANSAI   | FNNスーパーニュースWEEKEND   | FNNスーパーニュースWEEKEND   |
| 2006.4.3  | 2015.3.29 | FNNスーパーニュースアンカー       | FNNスーパーニュースWEEKEND   | FNNスーパーニュースWEEKEND   |
| 2015.3.30 | 2016.3.27 | ゆうがたLIVE ワンダー             | FNN みんなのニュース Weekend | FNN みんなのニュース Weekend |
| 2016.3.28 | 2017.3.26 | みんなのニュース ワンダー         | FNN みんなのニュース Weekend | FNN みんなのニュース Weekend |
| 2017.3.27 | 2018.4.1  | みんなのニュース 報道ランナー     | FNN みんなのニュース Weekend | FNN みんなのニュース Weekend |
| 2018.4.2  | 2019.3.31 | 報道ランナー                      | プライムニュース イブニング  | プライムニュース イブニング  |
| 2019.4.1  | 2020.9.27 | 報道ランナー                      | Live News it!                | Live News it!                |
| 2020.9.28 | 2023.4.2  | 報道ランナー                      | Live News イット!            | Live News イット!            |
| 2023.4.3  | 現在      | newsランナー                      | Live News イット!            | Live News イット!            |